# Epifanio de los Santos

Epifanio de los Santos

Epifanio de los Santos y Cristóbal (* 7. April 1871 in Malabon; † 18. April 1928 in Manila) war ein philippinischer Geisteswissenschaftler, Jurist, Patriot und Direktor eines Vorläufers der Nationalbibliothek der Philippinen und des Nationalmuseums der Philippinen.
Er wurde als Sohn von Don Escolastico de los Santos und Doña Antonina Cristobal geboren. Im Alter von sieben Jahren begann er seine Ausbildung an der Ateneo Municipal, der heutigen Ateneo de Manila University, in Manila. Er galt als aufgeschlossen und hatte eine schnelle  Auffassungsgabe, so dass er am 16. März 1890 das Bachelor of Arts mit der Note summa cum laude erwarb. Nach dem Abschluss begann er sein Studium der Rechtswissenschaften an der Päpstlich und Königlichen Universität des heiligen Thomas von Aquin in Manila, welches er mit dem Licentiate in Law 1898 abschloss. Während seines Studiums wurde er unter anderem von Cayetano Arellano unterrichtet.
In der finalen Phase der philippinischen Revolution 1898 war er der Herausgeber der Zeitung La Libertad. Nach deren Verbot schrieb er Artikel in der Zeitung La Independencia unter dem Pseudonym G. Solon, was auf den griechischen Philosophen Solon anspielte. Nach dem Ende des Krieges wurde er Provinzgouverneur von Nueva Ecija 1902; er wurde im Jahre 1904 wiedergewählt. Während seiner Amtszeit wurde er zum Mitglied der Philippine Commission berufen und repräsentierte die Philippinen auf der Louisiana Purchase Exposition im Jahre 1904. Nach seiner zweiten Amtszeit wurde er Jahr 1906 zum Staatsanwalt in den Provinzen Bataan und Bulacan berufen.
Anfang der 1920er Dekade reiste er nach Europa und besuchte England, Spanien, Belgien, Holland, Deutschland und Österreich. Während seiner Reise sammelte er zahlreiche seltene Bücher und Dokumente über die philippinische Geschichte.
Am 16. Mai 1925 wurde er zum Direktor des Philippine Library and Museum berufen, aus dem das Nationalmuseum der Philippinen und die Nationalbibliothek der Philippinen hervorgegangen sind. De los Santos starb am 18. April 1928 in seinem Büro an den Folgen eines Herzinfarktes. Nach ihm wurde der Highway 54 benannt, die Epifanio de los Santos Avenue. Unter den Kurznamen EDSA ging sein Name mit der EDSA-Revolution 1986, der EDSA-II-Revolution im Jahr 2001 und der EDSA-III-Revolution im Jahr 2009 in die Geschichte der Philippinen ein.